# Вертикальная специализация
Вертикальная специализация — это ситуация, при которой товар производится в два или более последовательных этапов, две или более стран специализируется на нескольких, но не всех стадиях производства, при этом хотя бы одна страна должна импортировать продукт на этапе производства и затем экспортировать.
Современные тенденции международной торговли создают для экономик развивающихся стран не только потенциальные возможности, но одновременно и риски. В мировой экономике наблюдается ослабление внешнеторговых барьеров, процессы интернационализации производства распространяются в форме вертикальной специализации во внешней торговле.

## Вертикальная и горизонтальная специализации
Специализация во внешней торговле подразделяется на два типа: вертикальная и горизонтальная.
Горизонтальная специализация – ситуация, когда страны торгуют товарами и услугами, полный цикл производства которых проходит внутри таких стран.
Данный тип специализации не приводит к взаимному проникновению отраслей промышленности стран – торговых партнеров. Глобализация мирового хозяйства посредством упрощения перемещения факторов и продуктов производства создала условия для возникновения нового типа специализации, известного как вертикальная специализация. Согласно определению Д. Хуммельса, Д. Рапопорт и К.М. И , вертикальная специализация имеет место, когда страна использует импортные промежуточные товары и услуги для дальнейшего производства экспортных товаров. Фактически в эту концепцию заложена идея последовательной связи между странами для производства конечных товаров.
Вертикальная специализация характеризуется тремя основными чертами:
– товар должен изготавливаться в два или более последовательных этапов; 
– две или больше стран должны специализироваться на нескольких, но не на всех стадиях производства конкретного товара; 
– хотя бы одна страна должна импортировать продукт на этапе производства и затем его экспортировать.

## Пути распространения вертикальной специализации
Вертикальная специализация во внешней торговле является одним из важнейших проявлений интернационализации производства. Можно выделить два основных пути распространения вертикальной специализации: аутсорсинг и оффшоринг.
Аутсорсинг - это отказ компании от определенных этапов промежуточного производства в пределах своей национальной экономики в пользу импортных промежуточных товаров и услуг.
Оффшоринг представляет собой создание или приобретение за границей производственных мощностей для получения промежуточных товаров или услуг в пределах своей национальной экономики. Кроме того, оффшоринг предполагает заключение соглашений по вынесению определенных этапов производства за границу.

## Количественная оценка вертикальной специализации
Анализ вертикальной специализации и методы ее количественной оценки стали предметом исследований многих ученых экономистов. Феномен вертикальной специализации одними из первых выявили Р. Феенстра и Дж. Хенсон  и предложили в качестве количественного индикатора импортную составляющую экспорта. Они отметили рост доли импортных промежуточных входящих ресурсов в общем промежуточном потреблении с 5,5% в 1972 г. до 11,6% в 1990 г. Кроме того, расчеты свидетельствуют, что отрасли, доля вертикальной специализации которых была наибольшей (химическая промышленность, машиностроение), внесли весомый вклад в улучшение показателя внешней торговли в ВВП. Согласно их подсчетам, рост торговли в пределах вертикальной специализации обусловил около 25% общего роста внешней торговли в 10 странах ОЭСР.
Немного другая методика количественной оценки вертикальной специализации в международной торговле описана в  работе Д. Хуммельса, Дж. Ишии и К.М. И . В ней предлагаются два индикатора вертикальной специализации: коэффициент вертикальной специализации и импортная составляющая экспорта, расчет которых осуществляется с использованием таблиц “затраты – выпуск”. Авторы проанализировали данные за 1970–1990 гг. по 10 странам ОЭСР и 4 развивающимся странам и рассчитали, что импортная составляющая экспорта для стран ОЭСР составляет 20%, тогда как для стран, не являющихся ее членами, – 40%. За этот период совокупная импортная составляющая экспорта увеличилась более чем на 30%. В данной статье выделяются две основные возможные причины роста вертикальной специализации: технологические шоки и ослабление внешнеторговых барьеров.